# Prays curulis
Prays curulis is een vlinder uit de familie Praydidae. De wetenschappelijke naam van de soort werd in 1914 gepubliceerd door Edward Meyrick.